# Dance Alone (canção de Sia e Kylie Minogue)
"Dance Alone" é uma canção das cantoras australianas Sia e Kylie Minogue, lançada em 7 de fevereiro de 2024 pela Atlantic Records como o segundo single do décimo álbum de estúdio de Sia, Reasonable Woman (2024).

## Antecedentes e lançamento
Em setembro de 2023, Sia anunciou seu décimo álbum de estúdio Reasonable Woman e lançou o primeiro single do novo projeto, "Gimme Love". No mesmo mês, Kylie Minogue lançou seu décimo sexto álbum de estúdio, Tension, com aclamação da crítica. Ambas as artistas já haviam colaborado juntas no décimo segundo álbum de estúdio de Minogue, Kiss Me Once (2014), com Sia como produtora executiva do álbum e co-escrevendo duas canções para o projeto. "Dance Alone" foi apresentada pela primeira vez antes de um show na residência de Minogue em Las Vegas no final de janeiro de 2024. A colaboração foi então anunciada através das redes sociais de Sia em 1º de fevereiro, e seria lançada junto com seu vídeo lírico em 7 de fevereiro.

## Vídeo de música
Lançado em 15 de março de 2024; o videoclipe foi dirigido por Dano Cerny. Descrito como um vídeo "colorido" e "psicodélico", apresenta Minogue e um quarteto de dançarinos com as perucas pretas e loiras características de Sia.

## Faixas e formatos
| - Download digital / streaming 1. "Dance Alone" — 2:52 - Dance Alone — Ofenbach remix 1. "Dance Alone" (Ofenbach remix) — 2:36 2. "Dance Alone" (Ofenbach extended remix) — 3:29 3. "Dance Alone" — 2:52 - Dance Alone — Kito remix 1. "Dance Alone" (Kito remix) — 3:09 2. "Dance Alone" — 2:52 | - Dance Alone — EP de remixes 1. "Dance Alone" — 2:52 2. "Dance Alone" (Ofenbach remix) — 2:36 3. "Dance Alone" (Kito remix) — 3:09 4. "Dance Alone" (Malibu Babie remix) — 3:07 5. "Dance Alone" (Pure Shores remix) — 2:44 6. "Dance Alone" (Gab Rhome remix) — 3:25 7. "Dance Alone" (extended mix) — 4:05 8. "Dance Alone" (slowed down) — 0:19 9. "Dance Alone" (sped up) — 2:29 |

## Equipe e colaboradores
Créditos adaptados do Tidal.
- Sia  –  composição, vocais
- Kylie Minogue  –  vocais, engenharia vocal
- Jesse Shatkin  –  composição, produção, baixo, programação de bateria, bateria, engenharia, teclados, percussão, sintetizador
- Jim-E Stack  –  produção, baixo, programação de bateria, teclados, percussão, sintetizador
- Ezekiel Chabon  –  engenharia adicional
- Samuel Dent  –  engenharia adicional
- Chris Gehringer  –  masterização

## Desempenho nas tabelas musicais
| Tabela musical (2024)                       | Melhor posição |
| ------------------------------------------- | -------------- |
| Austrália (ARIA Charts)                     | 12             |
| Austrália (AIR)                             | 1              |
| Bielorrússia (Tophit)                       | 22             |
| CEI (Tophit)                                | 40             |
| Coreia do Sul (Circle (BGM)                 | 129            |
| Coreia do Sul (Circle (Download))           | 194            |
| Croácia (HRT)                               | 10             |
| Estados Unidos (Hot Dance/Electronic Songs) | 8              |
| Estónia (Tophit)                            | 13             |
| Japão (Billboard Japan)                     | 12             |
| Líbano (Lebanese Top 20)                    | 15             |
| Nova Zelândia (NZ Top 40 Singles)           | 19             |
| Países Baixos (Tipparade)                   | 25             |
| Reino Unido (UK Singles Chart)              | 60             |
| Rússia (Tophit)                             | 43             |

| Tabela musical (2024) | Melhor posição |
| --------------------- | -------------- |
| Rússia (Tophit)       | 49             |

## Histórico de lançamento
| Região | Data                    | Formato                    | Versão         | Gravadora | Ref.          |
| ------ | ----------------------- | -------------------------- | -------------- | --------- | ------------- |
| Várias | 7 de fevereiro de 2024  | Download digital streaming | Original       | Atlantic  | [ 36 ] [ 37 ] |
| Itália | 23 de fevereiro de 2024 | Rádios mainstream          | TBA            | Warner    | [ 38 ]        |
| Várias | 1 de março de 2024      | Download digital streaming | Ofenbach remix | Atlantic  | [ 16 ] [ 39 ] |
| Várias | 8 de março de 2024      | Download digital streaming | Kito remix     | Atlantic  | [ 17 ] [ 40 ] |
| Várias | 15 de março de 2024     | Download digital streaming | EP de remixes  | Atlantic  | [ 18 ] [ 41 ] |